# Anna Czerwińska
Sept sommets
Anna Czerwińska, née le 10 juillet 1949 à Varsovie et morte le 31 janvier 2023, est une alpiniste polonaise. 
Lorsqu'elle a atteint le sommet de l'Everest en 2000, elle est devenue, à 50 ans, la femme la plus âgée à avoir gravi le plus haut sommet du monde. Accompagnée de Krystyna Palmowska, elle devient, en 1977, la première femme à avoir gravi la face nord du Cervin.

## Biographie
Née le 10 juillet 1949 à Varsovie, Anna Czerwińska obtient un doctorat en pharmacie avant de se consacrer pleinement à l'alpinisme, qu'elle a découvert en 1969. Ainsi, en 1977, elle gravit la face nord du Cervin en compagnie de sa compatriote Krystyna Palmowska et deviennent les premières femmes à gravir cette face. L'année suivante, Czerwińska, avec Palmowska, Wanda Rutkiewicz et Irena Kesa, revient au même endroit pour réussir le même exploit en hiver. La même année, avec Palmowska, elle ouvre une nouvelle voie au Rakaposhi.
En 1983, toujours avec Palmowska, elle atteint son premier sommet de plus de huit mille mètres en gravissant le Broad Peak, où elle croise une expédition suisse composée notamment de Marcel Rüedi et Erhard Loretan. Après un premier échec en 1982, Czerwińska tente par deux fois de gravir le K2, en 1984 et 1986.
Le 15 juillet 1985, avec Krystyna Palmowska et Wanda Rutkiewicz, elle fait partie de la première expédition féminine à atteindre un sommet de plus de huit mille mètres, le Nanga Parbat, sans l'aide d'hommes[réf. nécessaire].
Entre 1995 et 2000, elle gravit les sept sommets les plus hauts de chaque continent : l'Aconcagua et le Kilimanjaro en 1995, le mont McKinley, l'Elbrouz et le mont Kosciuszko en 1996, le mont Vinson en 1998, le Puncak Jaya en 1999 et l'Everest en 2000[réf. nécessaire].
Elle accroche par la suite quatre autres sommets de plus de huit mille mètres à son palmarès : le Lhotse et le Cho Oyu en 2001, le Gasherbrum II en 2003 et le Makalu en 2006[réf. nécessaire].
Auteure de plusieurs articles et de livres sur l'alpinisme, elle est aussi à la tête d'une entreprise spécialisée dans les produits orientaux. En 2004, elle est décorée de la croix d'argent du Mérite[réf. nécessaire].